# وی‌مید انترتینمنت
وی‌مید اینترتینمنت (انگلیسی: WeMade Entertainment) شرکت بازی ویدئویی کره‌ای است، که در سال ۲۰۰۰ تأسیس شد.